# 赫雷宾基
赫雷賓基（羅馬化：Hrebinky；或按俄語名译格列比翁基）是烏克蘭中北部基輔州白采爾克瓦區赫雷宾基市镇内的市級鎮及其行政中心。處於首都基輔西南面66公里，始建於1612年，面積13.52平方公里，2012年人口5,769，人口密度每平方公里424.3人。